# Pterolophia murina
Pterolophia murina là một loài bọ cánh cứng trong họ Cerambycidae.